# Oenothera rubricaulis
Oenothera rubricaulis är en dunörtsväxtart som beskrevs av Klebahn. Oenothera rubricaulis ingår i släktet nattljussläktet, och familjen dunörtsväxter. Inga underarter finns listade i Catalogue of Life.

## Bildgalleri

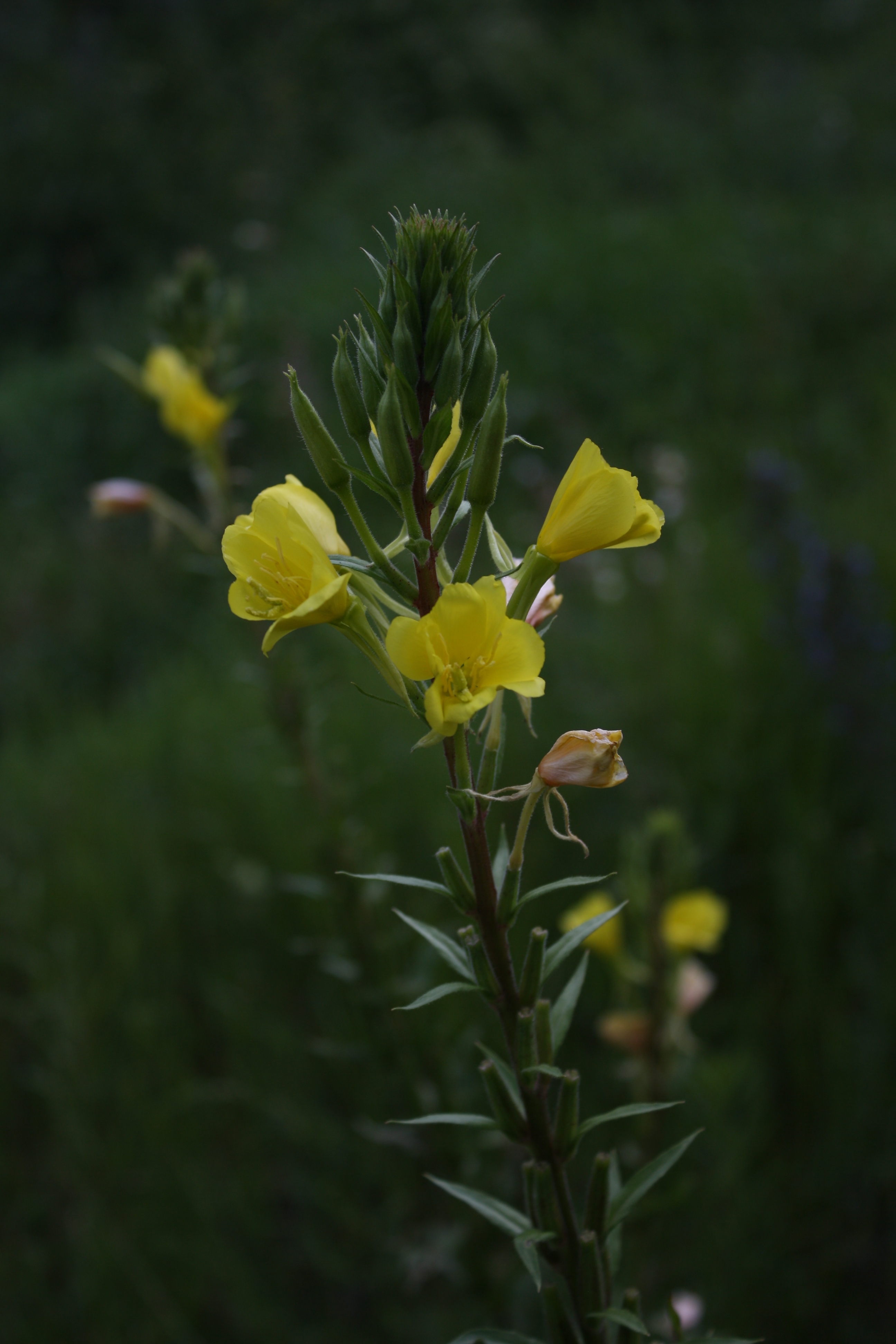
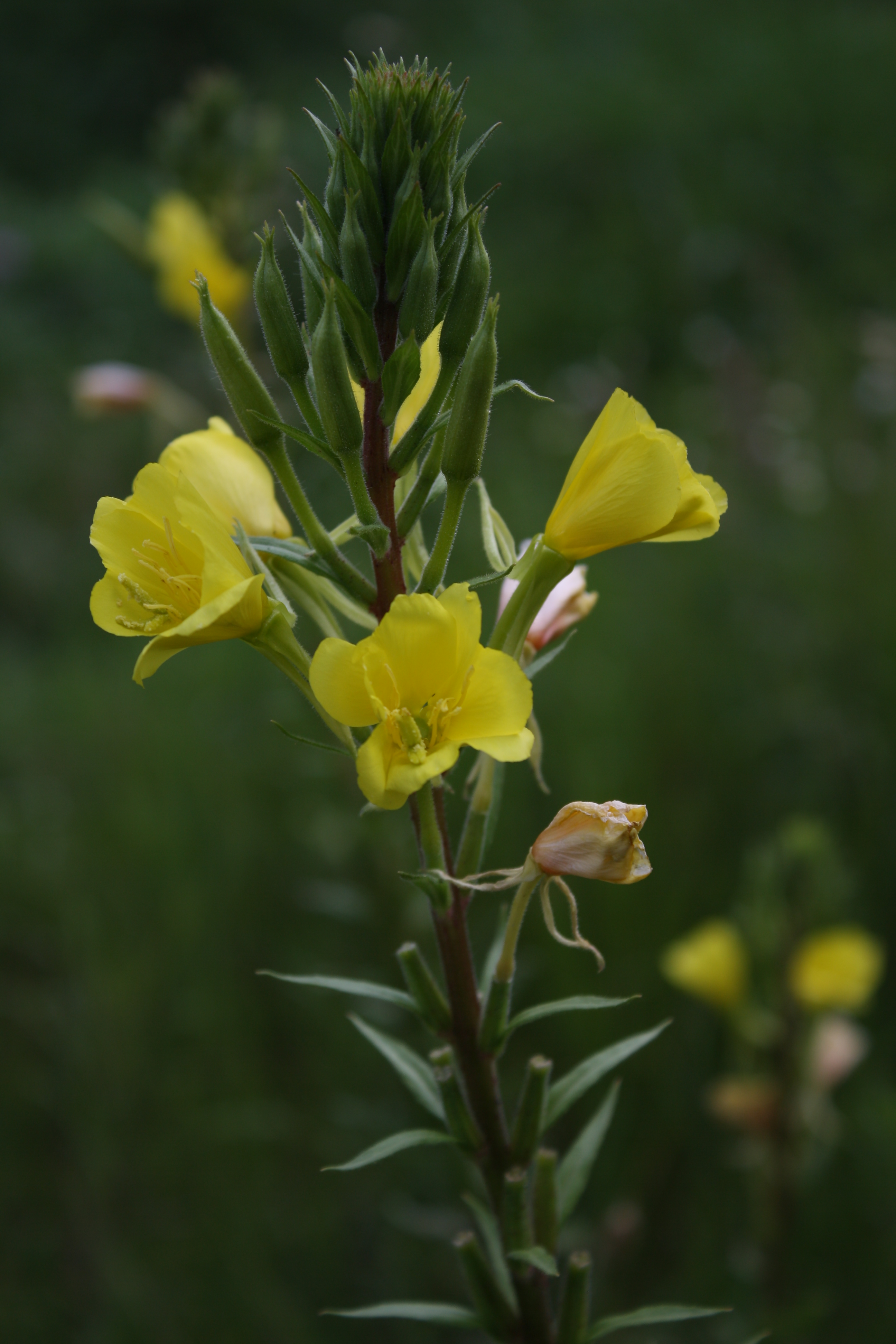
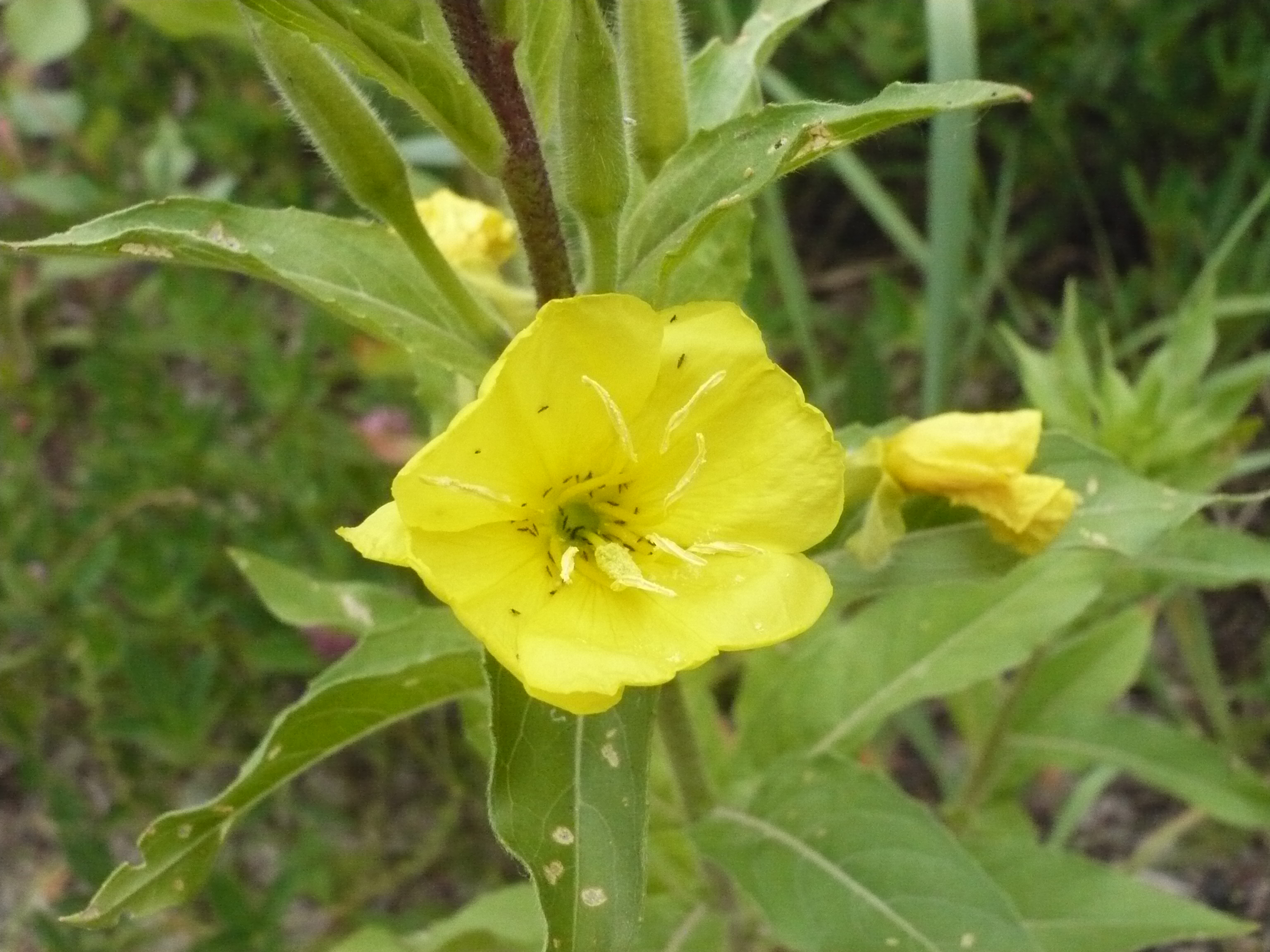
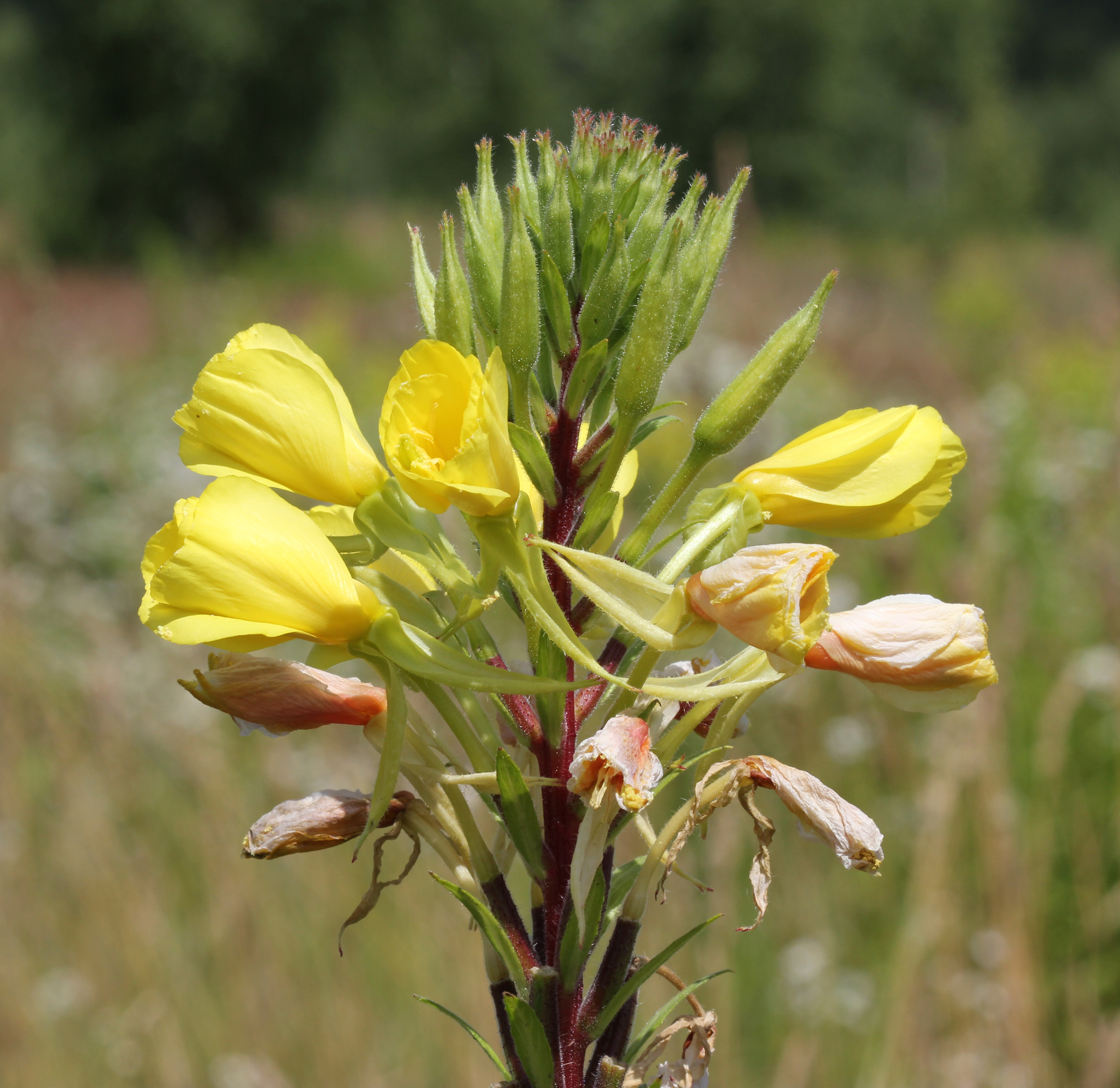
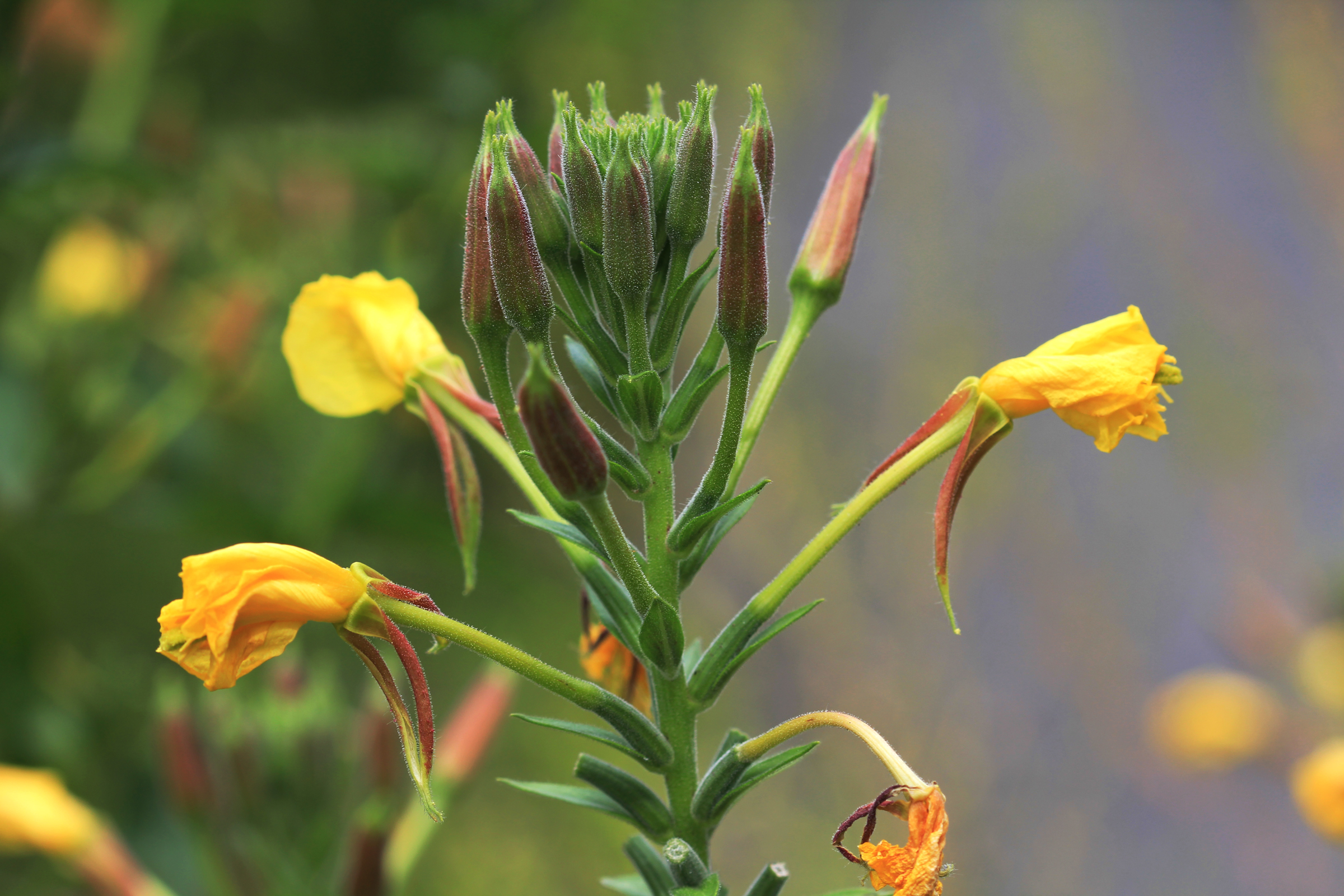